# Estuque

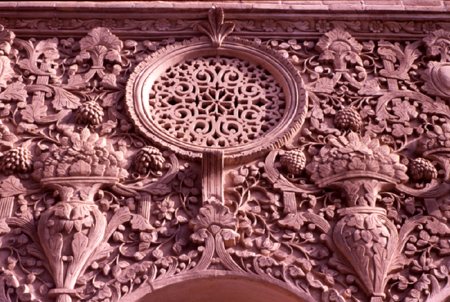
Detalhe feito em estuque no Khaneh Borujerdi ha

Estuque é uma argamassa resultante da adição de gesso, água e cal, usada como um aditivo retardador de uma secagem demasiado rápida. O uso do estuque como revestimento decorativo ou material de modelação é milenar na civilização mediterrânea. Face à escassez de pedra e de madeira, egípcios, romanos e árabes usaram-no como revestimento dos interiores dos edifícios mais nobres, devido às suas caraterísticas plásticas e baixo custo.
Caído em desuso após a queda do mundo antigo, reapareceu na Itália do Renascimento e Maneirismo, para atingir o seu esplendor com o Barroco.
Em Roma, a partir dos conhecimentos utilizados na Grécia Antiga, onde o gesso foi utilizado em belos revestimentos decorativos e na estatuária para interiores, foram criadas escolas de arte decorativa que desenvolveram as técnicas de produção e utilização de gessos. Guardaram ciosamente esses conhecimentos como conhecimentos profissionais, durante muitos séculos, e formaram uma verdadeira elite de artistas: Mestres das Artes do Stucco. Ainda no século XVI, para decoração das câmaras reais do Palácio de Fontainebleau, em França, foram chamados artistas italianos que consentiram em ser assistidos por escultores franceses. Um dos segredos referidos, era a aplicação de pó de mármore e a utilização de diversos tipos de gesso de alabastro.